# Ładunek termojądrowy

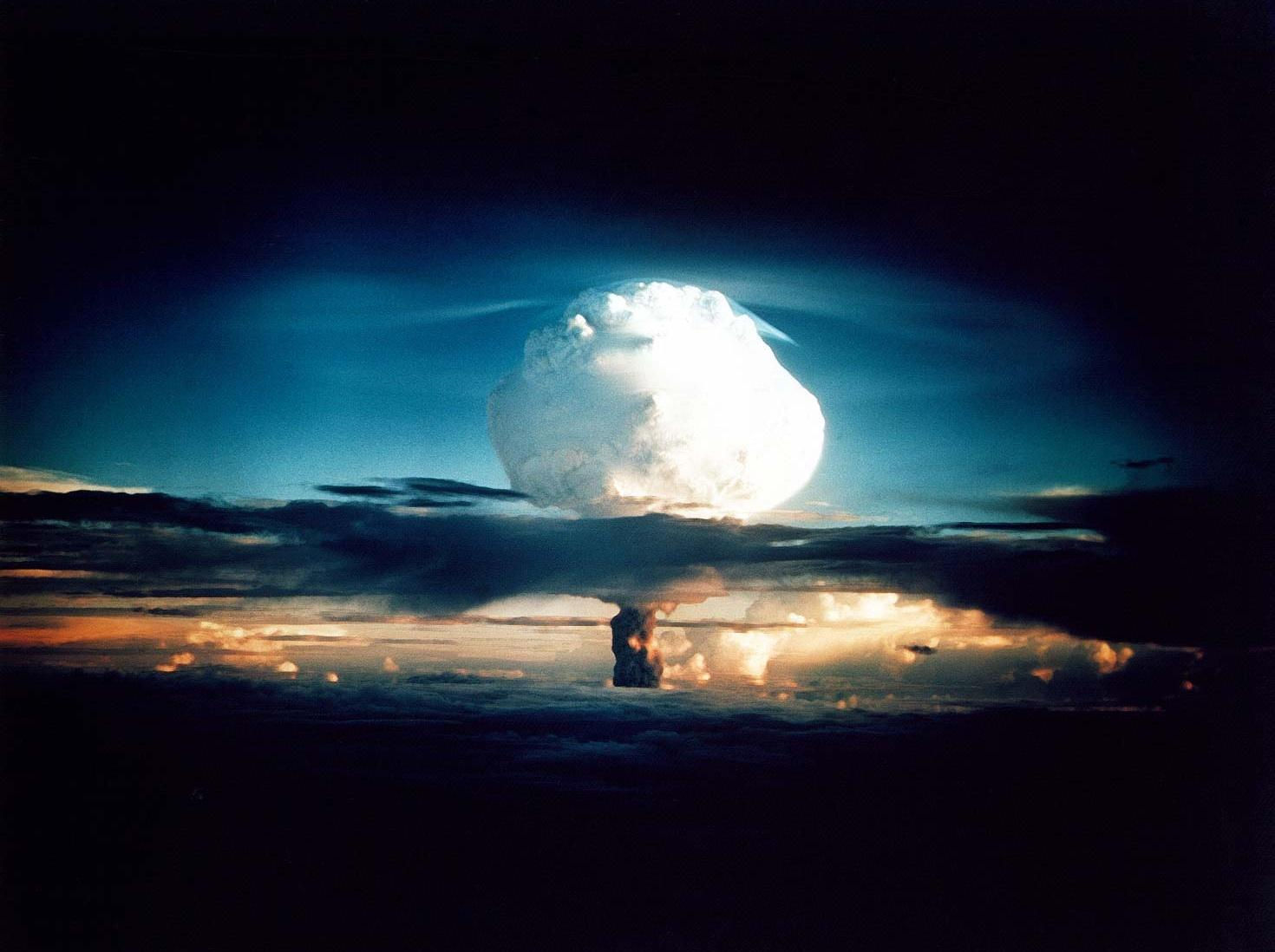
Eksplozja bomby Ivy Mike, test bomby wodorowej 1 listopada 1952 na atolu Enewetak

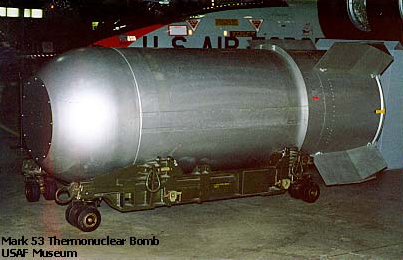
Amerykańska bomba wodorowa B53 o równoważniku trotylowym 9 MT

Ładunek termojądrowy (także: wodorowy) – materiał wybuchowy, w którym głównym źródłem energii wybuchu jest niekontrolowana i samopodtrzymująca się reakcja łańcuchowa, podczas której izotopy wodoru (najczęściej deuter i tryt) łączą się pod wpływem bardzo wysokiej temperatury, tworząc hel w procesie fuzji nuklearnej. Niezbędna do zapoczątkowania fuzji temperatura uzyskiwana jest w drodze detonacji ładunku jądrowego. Ładunki tego typu z uwagi na swą niekontrolowaną naturę, znajdują jedynie wojskowe zastosowanie destrukcyjne.

## Historia
1 listopada 1952 amerykańscy fizycy pod kierunkiem Edwarda Tellera i Polaka pochodzenia żydowskiego Stanisława Ulama doprowadzili na atolu Enewetak do pierwszego wybuchu bomby termojądrowej „Ivy Mike”. Bomba jako paliwo termojądrowe wykorzystywała deuter i tryt. Siłę wybuchu oszacowano na 10,4 megaton (MT), czyli około 700 bomb jądrowych zrzuconych na Hiroszimę. Przy projektowaniu bomby termojądrowej użyty był komputer MANIAC I.
8 miesięcy później, 20 sierpnia 1953, na terytorium radzieckim miała miejsce eksplozja bomby wodorowej (bomba H), którą wykryły zachodnie sejsmografy.
1 marca 1954 r. Amerykanie przeprowadzili na atolu Bikini próbną eksplozję o kryptonimie „Castle Bravo”. Wybuch bomby Shrimp („Krewetka”) doprowadził do największego skażenia środowiska w historii amerykańskich prób nuklearnych. Nie przewidziano, że w użytych do reakcji deuterku litu (LiD) dwóch izotopach litu, 6Li i 7Li, ten ostatni też weźmie udział w procesie. W konsekwencji wybuch, zamiast spodziewanej siły 5 megaton, miał siłę ok. 15 megaton i doprowadził do radioaktywnego skażenia znacznie większego obszaru od pierwotnie zakładanego.
Największą dotychczas wywołaną eksplozją była detonacja ładunku termojądrowego zawartego w radzieckiej „Car Bombie”. Bomba została zdetonowana 30 października 1961 na wysokości 4 km na Nowej Ziemi. Siłę jej wybuchu oszacowano na 58 megaton (prawie 4000 bomb zrzuconych na Hiroszimę) i dano miano „Zabójcy Miast”. Wybuch wzbił w górę takie ilości pyłów, że zasłoniły niebo na Nowej Ziemi na długi czas. Konstrukcja bomby umożliwiała wybuch z mocą 150 MT, jednakże siłę eksplozji ograniczono z obawy przed trudnymi do przewidzenia skutkami wybuchu.
Ładunkiem termojądrowym o najmniejszej sile wybuchu była brytyjska bomba „Short Granite”, zdetonowana 15 maja 1957 nad wyspą Malden (opodal atolu Kiritimati) na wysokości 2400 m. Bomba została zrzucona z samolotu. Siłę jej wybuchu oszacowano na 300 kiloton.

## Zasada działania

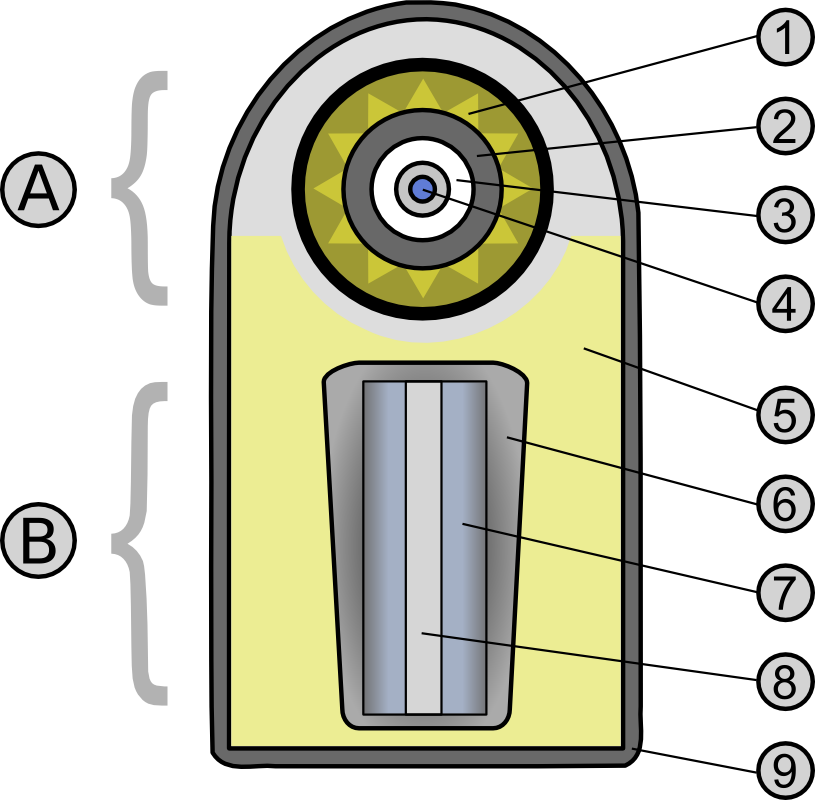
Schemat budowy ładunku termojądrowego
A – Stopień rozszczepienia (ładunek pierwotny)
B – Stopień fuzji (ładunek właściwy (wtórny))
1 – chemiczny materiał wybuchowy
2 – osłona z uranu^{238}
3 – próżnia
4 – pluton lub uran zawierający tryt w stanie gazowym
5 – styropian
6 – osłona uranu^{238}
7 – deuterek litu-6 (paliwo fuzji)
8 – pluton
9 – reflektor

Reakcja termojądrowa to synteza jąder lekkich pierwiastków, w wyniku której powstają jądra cięższe, o większej energii wiązania w przeliczeniu na jeden nukleon. Warunkami umożliwiającymi reakcję syntezy jest silne rozpędzenie jąder atomowych (wysoka temperatura) oraz duża koncentracja odpowiednich jąder. Warunki takie uzyskuje się przez wybuch bomby jądrowej, w centrum której umieszcza się materiał do syntezy termojądrowej.
Ponieważ wybuch bardzo szybko rozrzuca reagujące materiały, należy zastosować w bombie materiały umożliwiające przeprowadzenie reakcji termojądrowej w jak najniższej temperaturze. Pierwsze bomby zawierały deuter i tryt, ale tryt nie jest zbyt trwały (ma względnie krótki okres półtrwania – 12,26 lat) i tak skonstruowanej bomby nie można długo przechowywać. Rozwiązaniem jest generowanie trytu w trakcie wybuchu bomby. Tryt otrzymywany jest z litu poprzez bombardowanie jego jąder neutronami pochodzącymi głównie z rozszczepienia jąder ładunku inicjującego, którym jest zazwyczaj uranowa lub plutonowa bomba jądrowa o stosunkowo niewielkiej mocy. Zastosowanie związków deuteru i trytu z litem znacznie upraszcza konstrukcję bomby, umożliwiając przechowywanie tych substancji w stanie stałym, bez instalacji chłodzących.
Schemat głównych reakcji zachodzących w ładunku termojądrowym:
6Li + n → 4He + T + 4,8 MeV
T + D → 4He +n + 17,6 MeV
D + D → T + p + 4 MeV
D + D → ³He + n + 3,3 MeV
Zasadnicze znaczenie mają dwie pierwsze reakcje, tworzą one samopodtrzymujący się cykl. Pierwsza dostarcza tryt dla drugiej, a druga neutrony dla pierwszej. Dwie pozostałe reakcje zachodzą z mniejszą częstością.

## Typy ładunków termojądrowych
Bomba o konstrukcji wyżej opisanej jest nazywana bombą o ładunku dwufazowym. Faza I – reakcja rozszczepienie uranu lub plutonu, faza II – synteza helu.
W pierwszej i w drugiej fazie wybuchu ładunku wydziela się znaczna ilość szybkich neutronów. Większość z nich ucieka poza obszar wybuchu. Neutrony te można wykorzystać do inicjowania rozszczepienia jąder ulegających rozszczepieniu w wyniku bombardowania szybkimi neutronami.
W wersji trójfazowej ładunek o konstrukcji opisanej wyżej otacza się powłoką z izotopu 238 uranu lub 232 toru, która spełnia w pierwszym etapie rolę ekranu odbijającego neutrony, a następnie sama ulega rozszczepieniu. Izotopy te nie ulegają rozszczepieniu przez neutrony termiczne, tylko przez neutrony szybkie powstające w dwóch pierwszych etapach, co znacznie zwiększa sumaryczną moc wybuchu.
Specjalnym rodzajem ładunku termojądrowego jest bomba neutronowa. Siła jej wybuchu jest stosunkowo niewielka, małe jest również skażenie promieniotwórcze terenu. Czynnikiem niszczącym jest natomiast promieniowanie neutronowe, zabójcze dla żywych organizmów.

## Skutki eksplozji termojądrowej
W wyniku eksplozji wielostopniowej bomby wodorowej o mocy 20 MT, kula ognia (fireball) ogarnia obszar o promieniu ok. 3 km od punktu detonacji (strefa zero). W odległości do 6,4 kilometra fala uderzeniowa powoduje skokowy wzrost ciśnienia do ok. 440 kPa oraz wiatr o prędkości przekraczającej 1040 km/h. Powoduje to zniszczenie nawet podziemnych schronów przeciwbombowych. Do odległości 26,6 km od miejsca detonacji rozchodzi się fala cieplna zdolna do zapalenia wszelkich napotkanych materiałów palnych przy prędkości wiatru przekraczającej 160 km/h. Wiatr ten roznosi ogień na kolejne kilkanaście kilometrów, powodując w swoim zasięgu „burzę ogniową”. Szacunki ofiar w ludziach dla ok. 3-milionowej strefy metropolitalnej wielkości San Diego wynoszą ok. 1 miliona zabitych osób w ciągu kilku minut i 500 tys. rannych od uderzeń niesionych wiatrem płonących szczątków, ciężko poparzonych, z utratą słuchu, wzroku czy też spowodowanym olbrzymim ciśnieniem powietrza pęknięciem płuc.